# KV Herselt
KV Herselt is een Belgische voetbalclub uit Herselt. De club werd opgericht in april 1938 en sloot een paar maanden later aan bij de KBVB met stamnummer 2683.

## Geschiedenis
Bij de oprichting in 1938 heette de club Vrijheid Herselt en koos voor geel en blauw als clubkleuren, in 1944 werd dat gewijzigd naar blauw en wit. In 1989 werd de naam Koninklijke Vrijheid Herselt aangenomen.
Tot 1971 speelde de club in Derde Provinciale, maar toen werd Herselt kampioen en mocht naar Tweede Provinciale.
Na zes seizoenen in deze reeks mocht Herselt naar Eerste Provinciale na een nieuwe kampioenstitel in 1977.
De club hield het twee seizoenen vol in Eerste Provinciale en degradeerde in 1979. Een meteen daaropvolgende degradatie bracht Herselt terug naar Derde Provinciale. 
Tussen 1981 en 1999 pendelde de club tussen Tweede en Derde Provinciale.
Vanaf 1999 raakte men niet meer hoger dan het derde provinciale niveau en in 2006 belandde Herselt voor het eerst in Vierde Provinciale.
In 2008 vierde de club daar de titel en keerde voor één seizoen terug naar Derde Provinciale.
Tussen 2009 en 2015 werd opnieuw op het laagste provinciale niveau aangetreden.
Toen promoveerde de club twee maal na elkaar en bereikte Tweede Provinciale in 2016.
In 2022 werd Herselt kampioen en mocht terug naar Eerste Provinciale, maar dat bleek een te moeilijke opgave, want de club eindigde met slechts 10 punten uit 30 wedstrijden als allerlaatste in de stand.